# (16412) 1986 WZ
1986 دابليو زد (ويعرف أيضًا باسم (16412) 1986 دابليو زد وفق تسمية الكوكب الصغير) (بالإنجليزية: 1986 WZ)‏ هو كويكب ضمن حزام الكويكبات؛ وترتيبه 16412 من حيث الاكتشاف.
اكتُشف هذا الجُرم الفلكي بواسطة Zdeňka Vávrová ‏ في 25 نوفمبر 1986.

## وصلات خارجية
- (16412) 1986 WZ في قاعدة بيانات مختبر الدفع النفاث لأجرام النظام الشمسي الصغيرة

- الاكتشاف · مخطط المدار ·  العناصر المدارية · المعلمات المادية

- (16412) 1986 WZ على موقع ويكي سكاي: DSS2, SDSS, GALEX, IRAS, Hydrogen α, X-Ray, Astrophoto, Sky Map, Articles and images